# Туре Енге
Аксель Туре Енге (швед. Axel Ture Enge; 9 квітня 1901, Гапаранда — 8 листопада 1978, волость Фарста, Стокгольм) — шведський священник.

## Біографія
Після закінчення Хернесанда здобув спеціальність з теологічної філософії в 1927 році. Став кандидатом богослов'я і був висвячений в Архиєпископство 1932 року та став літератором теології в 1942 році. Працював заступником комміністра на Асамблеї Тьєра в 1932 році, помічником церкви в парафії Форса в 1935 році, вікарієм у 1944 році і пробстом у пробстві Сундхед з 1955 року. 
Енге написав «Зустріч студентів і робітників у Сигтуні» (у « Анонсах християнського студентського союзу Лунда», 1929), «Наша боротьба» (разом з Манфредом Бьорквістом і Бо Гірцем, у «Шведській молоді», 1932) та «Індивідум і Церква».